# Boisselée
Boisselée, vollständiger Boisselée de terre, war ein französisches Flächenmaß für Ackerland. Es war ein sogenanntes Aussaatmaß und die Fläche das Aussaatland. Boisselée bedeutet ein Scheffel voll. Die mögliche zu bestellende Ackerfläche ergab sich aus der Saatgutmenge eines Scheffels.
- 1 Boisselée = knapp 430 Quadratmeter
- 8 Boisselées = etwa 1 Pariser Arpent/Morgen (1 A.= 3418 4/5 Quadratmeter)